# Vuelta de la Hoz
La Vuelta de la Hoz és un paratge natural ubicat al terme municipal de Xèrica, a l'Alt Palància (País Valencià). És un meandre del riu Palància al seu pas vora la població, que amb el temps, ha excavat unes gorges de més de cinquanta metres d'alçada.
La Vuelta de la Hoz gira al voltant de la denominada Peña Tajada, que com el seu nom indica, una de les seues vessants, la que recau al meandre, fa un penya-segat vertical. Aquesta posició estratègica ha fet que el turó haja estat aprofitat al llarg dels segles. Els àrabs hi van construir un castell al cim, i a les faldes va estendre's la població, que també arreplegava l'aigua dels extrems de la Vuelta, com ara l'assut d'El Chorrador.
Actualment, la zona, a un quilòmetre de la població, està habilitada per a usos d'oci i esports a la natura: senderisme, escalada, etc.

## Llocs d'interés
- El Chorrador.
- Peña Tajada, amb la torre de l'homenatge del castell, la Torreta.
- El Pont de Navarza (1926).